# Fiesta de Disfraces de Paraná
La Fiesta de Disfraces o también conocida como FDD es una fiesta de disfraces multitudinaria celebrado anualmente en la Ciudad de Paraná en Argentina. A la fiesta acudieron más de 60.000 personas de todo el país y extranjeras en su última edición en marzo del 2022.
La Fiesta de Disfraces fue declarada de Interés Cultural y Turístico por la Provincia de Entre Ríos y por la Municipalidad de Paraná.
Debido a la pandemia de COVID-19 la fiesta no se realizó en los años 2020 y 2021, siendo pospuesta para marzo de 2022, primer año que se realiza en ese mes.
En julio de 2022, 4 meses después del evento, en las redes sociales oficiales de la fiesta se comunicó que ese año se realizaría una segunda edición con fecha para el 20 de noviembre.

## Historia
La primera edición fue en el año 1999, como el festejo de cumpleaños de un grupo de amigos que la mayoría coincidían en sumar años en el mismo mes, agosto. Es por eso que deciden hacer un festejo todos juntos y de una manera especial: con disfraces y, a lo largo de los años se fueron convocando más asistentes hasta que logró consolidarse como el evento más importante de la región.
En esa primera oportunidad cada cumpleañero invitó a sus amigos, quienes algunos eran de Rosario, Córdoba y Buenos Aires, y así sumaron 40 personas en el Club Ciclista de Paraná.
Tras el éxito de ese primer encuentro, decidieron continuarlo años posteriores en ediciones cada vez más sofisticadas. En el 2000 se desarrolló en un salón ubicado en calle Santa Fe, frente a la Casa de Gobierno. En el 2001 ocurrió en el salón de la Asociación Trabajadores de la Sanidad Argentina. Aún era una fiesta normal, relativamente pequeña, siendo su crecimiento importante en la cuarta edición, en el año 2002 en los galpones del Puerto Nuevo. Allí más cantidad de gente asistió, ya no siendo conocidos de los cumpleañeros, sino invitados de invitados.
En 2003 se realizó en la disco Ex-Cándalo, también sumando cada vez más gente que sin conocer a los organizadores, estaban presentes para participar de este evento. Fue en el 2004 cuando los organizadores se dieron cuenta de lo que habían generado, en la Sociedad Rural. Cuando les quedó chico el espacio, tomaron la decisión de trasladarla a un predio ubicado en calle Don Bosco, con enormes carpas, juegos, dj y escenarios.
Actualmente la fiesta cuenta con un escenario principal, uno de música electrónica, sectores VIP, sector black y una carpa dedicada a la cumbia.
Debido a la pandemia de COVID-19 la fiesta no se realizó en los años 2020 y 2021, siendo pospuesta para marzo de 2022, primer año que se realiza en ese mes.

## Artistas
En cada edición participan artistas musicales de nivel nacional e internacional en los diferentes escenarios de la fiesta.
- 2019: Damas Gratis, Karina, Detlef, Latmun, Manu Desrets, Guille Pereyra, Juan Vinuales, Seba Tate

- 2022: Duki, Bizarrap, Steve Lawler, Fer Palacio, La Konga, Big Apple, Hernán y La Champions Liga, Manu Desrets, Londonground, John C, Papi Champ, Falke

## Temáticas
Desde el año 2017, cada edición cuenta con una temática determinada, principalmente visible en la escenografía del escenario principal.
| Año  | Temática                                    | Lema |
| ---- | ------------------------------------------- | --- |
| 2017 | "La odisea del hombre en su camino de vida" | "La odisea de vivir, de trascender lo carnal en la búsqueda hacia lo espiritual, creando el espacio para Ser lo que queremos ser" |
| 2018 | "Playground"                                | "20 años jugando; 20 años eligiendo Ser lo que queremos ser"                                                                      |
| 2019 | "Amor"                                      | |
| 2022 | "El Yin y el Yang"                          | |